# لويس جاكسون (لاعب كرة سلة مواليد 1989)
لويس جاكسون (بالإنجليزية: Lewis Jackson)‏ مواليد 20 سبتمبر 1989 في ديكادور، هو لاعب كرة سلة أمريكي. بدأ مسيرته الاحترافية في سنة 2012. يبلغ طوله 5 قدم 10 بوصة (1.8 م). لعب كرة السلة الجامعية في جامعة بيردو.

## المسيرة الاحترافية
لعب مع شياولياي في موسم 2012–2013، ثم لعب مع إري بايهوكس في موسم 2013–2014، ثم لعب مع ويستتشستر نيكس في سنة 2014، ثم لعب مع إري بايهوكس في سنة 2016.